# Antonín Isidor z Lobkowicz
Antonín Isidor kníže z Lobkowicz (16. prosince 1773 Madrid – 12. června 1819 Praha, celým jménem Antonín de Padua Isidor Ludvík Raimond Valentin Melchior František de Paula Gabriel z Lobkowicz) byl český šlechtic z mělnicko-hořínské větve šlechtického rodu Lobkoviců. Zastával úřad nejvyššího komorníka Českého království.

## Život
Jeho otcem byl August Antonín Josef z Lobkowicz (1729–1803), který působil coby velvyslanec ve Španělsku, a matkou Marie Ludmila Černínová z Chudenic, jež se stala dědičkou mělnického panství, které tak přešlo do majetku Lobkoviců. 
Antonín Isidor, jediný syn svých rodičů, se věnoval správě rodinného majetku a umění. Patřil například k zakládajícím osobnostem Společnosti vlasteneckých přátel umění a stal se též jejím jednatelem. K jeho podřízeným patřil například Václav Skalník (1776–1861), přední zahradník své doby, jenž zvelebil Mariánské Lázně. Hrabě Lobkovic také podporoval pěstování vinné révy v okolí Mělníka.
Zemřel v Praze 12. června 1819 a byl pohřben v rodinné hrobce Lobkoviců na hřbitově v Hoříně,[zdroj?] která byla dokončena několik let po jeho smrti.

## Majetek
Vlastnil Mělník, Hořín, Sedlice, Pšovku (dnes součást Mělníka), Skuhrov a Drhovle.

## Rodina
Oženil se 6. června 1796 v Inzensdorfu s hraběnkou Marií Sidonií Kinskou z Vchynic a Tetova (11. únor 1779 Vídeň – 26. březen 1837 Praha), dcerou Josefa Kinského z Vchynic a Tetova na Chocni a Heřmanově Městci (1751–1798) a jeho manželky Marie Rosy Aloisie z Harrachu (1758–1814). Manželka byla palácovou dámou a dámou Ŕádu hvězdového kříže. Byla pohřbena v Hoříně. Narodilo se jim 7 dětí.
- 1. August Longin (15. 3. 1797 Praha – 17. 3. 1842 Vídeň), c. k. komoří, tajný rada, hejtman Budějovického kraje (1824–1825)
  - ⚭ (10. 11. 1827 Hluboká nad Vltavou) Anna Berta ze Schwarzenbergu (2. 9. 1807 Vídeň – 12. 10. 1883 Salcburk)
- 2. Marie Ludmila (15. 3. 1798 Hořín – 8. 1. 1868 Brusel)
  - ⚭ (26. 1. 1819 Hořín) vévoda Prosper Ludvík z Arenbergu (28. 4. 1785 – 27. 2. 1861 Brusel)
- 3. Josef Maria August (19. 4. 1799 – 20. 3. 1832)
  - ⚭ (10. 11. 1829) hraběnka Marie Františka ze Šternberka a Manderscheidu (2. 11. 1805 – 27. 5. 1845)
- 4. František Jiří (24. 4. 1800 – 2. 2. 1858), diplomat, svobodný a bezdětný
- 5. Ferdinand (16. 8. 1801 – 13. 8. 1831), svobodný a bezdětný
- 6. Marie Anna (4. 10. 1802 – 1. 1. 1830), svobodná a bezdětná
- 7. Marie Helena (10. 2. 1805 – 15. 4. 1856), svobodná a bezdětná